# Пещера Фужун
Фужун (кит. упр. 芙蓉洞, пиньинь Fúróng dòng) находится на территории района Улун (Чунцин), она является частью Южно-Китайского карста, объекты которого входят в Список Всемирного наследия ЮНЕСКО в Китае.

## Описание
Пещера Фужун, сформировавшаяся в карбонатных породах кембрийского периода (ок. 540—490 миллионов лет до н. э.) и ордовикского (ок. 500—400 миллионов лет до н. э.), состоит из вертикальной и горизонтальной пещер. Она богата бассейнами, сталактит (найдено 30 пород), геологическими осадками, разрушенными породами, здесь есть цепь естественных мостов, карсты, овраги, источники, водопады и так далее. Длина основной пещеры составляет 2,7 тысячи метров, а площадь Светлого зала составляет 11 000 м².
Данный объект был открыт в 1993 году, а на следующий год стал доступен для культурного и фотографического туризма.